# Stypommisa affinus
Stypommisa affinus är en tvåvingeart som beskrevs av Krober 1929. Stypommisa affinus ingår i släktet Stypommisa och familjen bromsar. Inga underarter finns listade i Catalogue of Life.